# Persone di cognome Serra
| Questa pagina contiene informazioni ricavate automaticamente dalle voci biografiche con l'ausilio del template Bio e di un bot. L'aggiornamento è periodico e automatico e ricostruisce completamente la pagina. Se manca una persona in questa lista, sei pregato di non aggiungerla, ma accertati piuttosto che la sua voce biografica contenga il template Bio e che i dati anagrafici siano correttamente compilati. Se il template Bio manca, inseriscilo tu stesso o, in alternativa, metti l'avviso {{tmp\|Bio}} che ne segnala la mancanza. Se i dati riportati sono sbagliati, correggi direttamente la voce biografica; le modifiche saranno visibili in questa lista entro pochi giorni. Per chiarimenti vedi il progetto antroponimi. La lista contiene solo le 73 persone che sono citate nell'enciclopedia e per le quali è stato implementato correttamente il template Bio. Pagina aggiornata al 23 apr 2025. |

Questa è una lista di persone presenti nell'enciclopedia che hanno il cognome Serra, suddivise per attività principale.

## Ammiragli(1)
- Luigi Ottavio Serra, ammiraglio italiano (Genova, n. 1774 - Genova, † 1849)

## Antifascisti(1)
- Nicola Serra, antifascista italiano (Imperia, n. 1918 - Mauthausen, † 1944)

## Arbitri di calcio(1)
- Marco Serra, arbitro di calcio italiano (Torino, n. 1982)

## Artisti marziali misti(1)
- Matt Serra, artista marziale misto statunitense (East Meadow, n. 1974)

## Attori(2)
- Domenico Serra, attore italiano (Crescentino, n. 1899 - Roma, † 1965)
- Paolo Serra, attore italiano (Genova, n. 1958)

## Attrici(1)
- Adriana Serra, attrice, conduttrice televisiva e annunciatrice televisiva italiana (Milano, n. 1921 - Endine Gaiano, † 1995)

## Avvocati(1)
- Nicola Serra, avvocato, politico e antifascista italiano (Cosenza, n. 1867 - Cosenza, † 1950)

## Calciatori(3)
- Janni-Luca Serra, calciatore tedesco (Springe, n. 1998)
- Manuel Francisco Serra, calciatore portoghese (Lisbona, n. 1935 - † 1994)
- Marco Serra, ex calciatore italiano (San Donato di Lecce, n. 1962)

## Calciatrici(1)
- Katia Serra, ex calciatrice e telecronista sportiva italiana (Bologna, n. 1973)

## Cardinali(4)
- Dominique Serra, cardinale francese (Montpellier - Montpellier, † 1348)
- Giacomo Serra, cardinale italiano (Genova, n. 1570 - Roma, † 1623)
- Niccolò Serra, cardinale e arcivescovo cattolico italiano (Genova, n. 1708 - Ferrara, † 1767)
- Pedro Serra, cardinale spagnolo (Barcellona - Genova, † 1404)

## Ciclisti su strada(1)
- Patrick Serra, ciclista su strada svedese (Avignone, n. 1962 - Västerås, † 2013)

## Compositori(1)
- Éric Serra, compositore francese (Saint-Mandé, n. 1959)

## Critici letterari(1)
- Renato Serra, critico letterario e scrittore italiano (Cesena, n. 1884 - Monte Podgora, † 1915)

## Diplomatici(1)
- Maurizio Serra, diplomatico e scrittore italiano (Londra, n. 1955)

## Direttori della fotografia(1)
- Eduardo Serra, direttore della fotografia portoghese (Lisbona, n. 1943)

## Economisti(1)
- Antonio Serra, economista e filosofo italiano (Dipignano - Napoli)

## Editori(1)
- Fabrizio Serra, editore italiano (Pisa, n. 1953)

## Fumettisti(1)
- Antonio Serra, fumettista italiano (Alghero, n. 1963)

## Generali(1)
- Paolo Serra, generale italiano (Torino, n. 1956)

## Giornaliste(1)
- Barbara Serra, giornalista italiana (Milano, n. 1974)

## Giornalisti(1)
- Michele Serra, giornalista e saggista italiano (Messina, n. 1905 - Milano, † 1963)

## Glottologi(1)
- Giovanni Domenico Serra, glottologo italiano (Locana, n. 1885 - Napoli, † 1958)

## Imprenditori(1)
- Davide Serra, imprenditore italiano (Genova, n. 1971)

## Ingegneri(2)
- Jean Serra, ingegnere e matematico francese (Algeria, n. 1940)
- Loïc Serra, ingegnere francese (Nancy, n. 1972)

## Mafiosi(1)
- Salvatore Serra, mafioso italiano (Pagani, n. 1949 - Ascoli Piceno, † 1981)

## Medici(1)
- Giovanni Serra, medico e saggista italiano (Dimaro, n. 1894 - Modena, † 1959)

## Militari(1)
- Francesco Serra, militare e politico italiano (Genova, n. 1801 - Firenze, † 1877)

## Missionari(1)
- Junípero Serra, missionario spagnolo (Petra, n. 1713 - Monterey, † 1784)

## Nobili(1)
- Giovanni Francesco Serra, II marchese di Strevi, nobile e militare italiano (Genova, n. 1609 - Maiorca, † 1656)

## Partigiani(2)
- Enrico Serra, partigiano italiano (Imperia, n. 1921 - Gusen, † 1945)
- Silvio Serra, partigiano italiano (Cagliari, n. 1923 - Alfonsine, † 1945)

## Pattinatori di short track(1)
- Roberto Serra, ex pattinatore di short track italiano (Gignod, n. 1982)

## Performance artist(1)
- Richard Serra, performance artist e scultore statunitense (San Francisco, n. 1938 - Orient, † 2024)

## Piloti automobilistici(2)
- Daniel Serra, pilota automobilistico brasiliano (San Paolo, n. 1984)
- Chico Serra, pilota automobilistico brasiliano (San Paolo, n. 1957)

## Pittori(4)
- Cristoforo Serra, pittore italiano (n. 1600 - † 1689)
- Jaume Serra, pittore spagnolo
- Luigi Serra, pittore italiano (Bologna, n. 1846 - Bologna, † 1888)
- Pere Serra, pittore spagnolo

## Poeti(1)
- Ettore Serra, poeta e ufficiale italiano (La Spezia, n. 1890 - Roma, † 1980)

## Politiche(2)
- Gianna Serra, politica italiana (San Giovanni in Persiceto, n. 1950)
- Manuela Serra, politica italiana (Cagliari, n. 1971)

## Politici(9)
- Domenico Serra, politico italiano (Firenze, n. 1805 - Torino, † 1879)
- Enrico Serra, politico italiano (Genova, n. 1934 - Genova, † 2017)
- Francesco Maria Serra, politico italiano (Uta, n. 1804 - Cagliari, † 1884)
- Girolamo Serra, politico e storico italiano (Genova, n. 1761 - Genova, † 1837)
- Giuseppe Serra, politico italiano (Sinnai, n. 1934 - Cagliari, † 2008)
- Ignazio Serra, politico e avvocato italiano (Roma, n. 1903 - Cagliari, † 1980)
- José Serra, politico e economista brasiliano (San Paolo del Brasile, n. 1942)
- Orso Serra, politico italiano (Genova, n. 1811 - Genova, † 1882)
- Robert Serra, politico venezuelano (Maracaibo, n. 1987 - Caracas, † 2014)

## Poliziotti(1)
- Achille Serra, poliziotto, dirigente pubblico e politico italiano (Roma, n. 1941)

## Registi(2)
- Fiorenzo Serra, regista italiano (Porto Torres, n. 1921 - Sassari, † 2005)
- Gianni Serra, regista e sceneggiatore italiano (Montichiari, n. 1933 - Roma, † 2020)

## Saggisti(1)
- Marcello Serra, saggista, poeta e giornalista italiano (Lanusei, n. 1913 - Cagliari, † 1991)

## Sciatrici alpine(1)
- Roberta Serra, ex sciatrice alpina italiana (Torino, n. 1970)

## Scrittori(2)
- Luciano Serra, scrittore italiano (Reggio Emilia, n. 1920 - Reggio Emilia, † 2014)
- Pierluigi Serra, scrittore, giornalista e calligrafo italiano (Cagliari, n. 1960)

## Scrittrici(1)
- Caterina Serra, scrittrice e sceneggiatrice italiana (Padova)

## Soprani(1)
- Luciana Serra, soprano italiano (Genova, n. 1946)

## Storici(1)
- Enrico Serra, storico italiano (Modena, n. 1914 - Roma, † 2007)

## Storici dell'arte(1)
- Luigi Serra, storico dell'arte, critico d'arte e museologo italiano (Napoli, n. 1881 - Roma, † 1940)

## Tennisti(1)
- Florent Serra, ex tennista francese (Bordeaux, n. 1981)

## Tenori(1)
- Daniele Serra, tenore italiano (Argentina, n. 1886 - † 1979)

## Traduttrici(1)
- Laura Serra, traduttrice italiana (Ravenna, n. 1949)

## Vescovi cattolici(1)
- Ruy Serra, vescovo cattolico brasiliano (Campinas, n. 1900 - São Carlos, † 1986)